# Flach Film Production
Pour les articles homonymes, voir Flach.
 (août 2016).
Flach Film Production est une société française de production de cinéma et de télévision créée en 1983 par Jean-François Lepetit.
Durant presque 40 ans, Jean-François Lepetit, accompagné de son assistante, Helena Mendes, a produit ou coproduit plus de 60 films cinéma dont certains sont reconnus aujourd’hui comme des classiques du cinéma français, comme Trois Hommes et un couffin de Coline Serreau, Sous le soleil de Satan de Maurice Pialat, qui a remporté la Palme d'or, L'Été en pente douce de Gérard Krawczyk et Le Grand Chemin de Jean-Loup Hubert ou encore Romance de Catherine Breillat.

## Historique
Après La Vie de famille de Jacques Doillon, produit pour la télévision, ainsi que Dust de Marion Hänsel en coproduction, c’est Trois hommes et un couffin de Coline Serreau qui séduit le jeune producteur pour son premier long métrage en production déléguée. Le film sort en 1985 et connait un large succès avec plus de dix millions d’entrées en France, récompensées par les César 1987 du meilleur film, du meilleur scénario et du meilleur second rôle pour Michel Boujenah. Le film obtient un tel retentissement dans le reste du monde et aux États-Unis que Léonard Nimoy réalisera un remake adapté au goût nord-américain, Trois Hommes et un bébé (Three Men and a baby) avec l'acteur Tom Selleck, et dont le succès fera naître une suite, Tels pères, telle fille (Three Men and a Little Lady). En l’espace de deux ans, Flach Film produit une dizaine de films.
Si Jean-François Lepetit choisit les films sur des coups de cœur, il s’engage aussi dans des préoccupations sociales à travers des films parfois marginaux.
En novembre 2006, Flach Film porte plainte contre Google pour contrefaçon et parasitisme, son film documentaire Le monde selon Bush de William Karel étant gratuitement accessible sur le site Google Video. La société de production obtiendra gain de cause contre le géant américain.
Depuis 2010, Flach Film a cessé son activité de production pour se consacrer exclusivement à l’exploitation de son catalogue. Toute l’activité de production est désormais développée et assurée dans la même ligne éditoriale par une nouvelle société, Flach Film Production[réf. nécessaire].
En novembre 2015, Jean-François Lepetit accorde gratuitement les droits de retransmission de 80 films et séries produits par sa société de production à la chaîne de télévision grecque ERT afin de contribuer à sa relance face aux difficultés économiques de la Grèce.
Fin 2021 la société FLACH FILM est cédée à la société TIGON FILM DISTRIBUTORS, tandis que la société FLACH FILM PRODUCTION située à Boulogne continue son activité de production TV.
En juin 2023, Jean-François Lepetit cède Flach Film Production à Giant Steps Production, dirigée par Jules Boyer. Il est rejoint par Marie Van Glabeke comme Directrice Générale Adjointe et associée, pour collaborer avec l’équipe de Flach Film Production au développement de films pour le cinéma, ainsi qu’au développement de séries fictions et documentaires.

## Filmographie sélective

### Années 1980
- 1985 : La Vie de famille de Jacques Doillon
- 1985 : Dust de Marion Hänsel
- 1985 :Trois hommes et un couffin de Coline Serreau
- 1986 : La Femme secrète de Sébastien Grall
- 1986 : Jour et nuit de Jean-Bernard Menoud
- 1987 : Le Grand Chemin de Jean-Loup Hubert
- 1987 : Sale Destin de Sylvain Madigan
- 1987 : L'Été en pente douce de Gérard Krawczyk
- 1987 : Sous le soleil de Satan de Maurice Pialat
- 1987 : Les Noces barbares de Marion Hänsel
- 1988 : La madone et le dragon de Samuel Fuller (TV)
- 1989 : Chine, ma douleur de Dai Sijie
- 1989 : J'écris dans l'espace de Pierre Étaix
- 1989 : Chambre à part de Jacky Cukier

### Années 1990
- 1990 : Cinéma, cinémas 2ème de Claude Ventura, Anne Andreu et Michel Boujut (TV)
- 1990 :  Les mouettes de Jean Chapot (TV)
- 1991 : Le Brasier d'Éric Barbier
- 1991 : Rio Negro de Atahualpa Lichy
- 1992 : Il Maestro de Marion Hänsel
- 1992 : Dien Bien Phu de Pierre Schoendoerffer
- 1992 : Bezness de Nouri Bouzid
- 1992 : Léolo de Jean-Claude Lauzon
- 1992 : Loin du Brésil de Tilly
- 1992 : Isabelle Eberhardt de Ian Pringle
- 1993 : La Nuit sacrée de Nicolas Klotz
- 1993 : La Chambre 108 de Daniel Moosmann
- 1994 : Bonsoir de Jean-Pierre Mocky
- 1994 : Elles ne pensent qu'à ça ! de Charlotte Dubreuil
- 1994 : Pushing the limits de Thierry Donard
- 1994 : L'Affaire de Sergio Gobbi
- 1994 : Killer kid de Gilles de Maistre
- 1994 : Barnabo des montagnes (Barnabo delle montagne) de Mario Brenta
- 1994 : La Jeune Fille et la Mort de Roman Polanski
- 1995 :  Parents à mi-temps d'Alain Tasma (TV)
- 1995 : Le Garçon sur la colline de Dominique Baron (TV)
- 1995 : Je m'appelle Régine de Pierre Aknine (TV)
- 1995 : Tous les hommes sont des menteurs de Alain Wermus (TV)
- 1996 : Confidences à un inconnu de Georges Bardawil
- 1996 : Mario et le magicien de Klaus Maria Brandauer
- 1996 : Père et fils (Padre e figlio) de Pasquale Pozzessere
- 1996 : Les Caprices d'un fleuve de Bernard Giraudeau
- 1996 : Pasolini, mort d'un poète de Marco Tullio Giordana
- 1996 : Jane Eyre de Franco Zeffirelli
- 1996 : Policier (Poliziotti) de Giulio Base
- 1997 : Tonka de Jean-Hugues Anglade
- 1997 : Marthe de Jean-Loup Hubert
- 1998 : Bob le magnifique de Marc Angelo (TV)
- 1998 : La Tresse d'Aminata de Dominique Baron (TV)
- 1998 :  Péril en mer (Hostile waters) de David Drury
- 1998 : Bandits de Katja von Garnier
- 1998 : Hölderlin le cavalier de feu de Nina Grosse
- 1999 : Romance de Catherine Breillat
- 1999 : TGV de Moussa Touré
- 1999 : L'Inconnue du Val-Perdu de Serge Meynard (TV)
- 1999 : Cœur allumé de Héctor Babenco

### Années 2000
- 2000 : De toute urgence de Bruno Herbulot (TV)
- 2001 : À bicyclette de Merzak Allouache (TV)
- 2001 : La Faute à Voltaire de Abdellatif Kechiche
- 2001 : À ma sœur ! de Catherine Breillat
- 2001 : Confession d'un dragueur de Alain Soral
- 2002 : Le hasard fait bien les choses de Lorenzo Gabriele (TV)
- 2002 : Sex Is Comedy de Catherine Breillat
- 2003 : Les femmes ont toujours raison d'Élisabeth Rappeneau (TV)
- 2003 : Demain nous appartient de Patrick Poubel (TV)
- 2004 : Anatomie de l'enfer de Catherine Breillat
- 2004 : Le Monde selon Bush de William Karel (documentaire)
- 2005 : De Gaulle intime de René-Jean Bouyer (documentaire)
- 2005 : La Vie est à nous de Gérard Krawczyk
- 2005 : Le Crime des renards de Serge Meynard
- 2006 : L'Oncle de Russie de Francis Girod (TV)
- 2007 : Une Vieille Maîtresse de Catherine Breillat
- 2007 : Le Mas des alouettes de Paolo et Vittorio Taviani
- 2007 : Notable donc coupable de Francis Girod (TV)
- 2008 : La Capture de Carole Laure
- 2008 : Des poupées et des anges de Nora Hamdi
- 2009 : Barbe-Bleue de Catherine Breillat (TV)

### Années 2010
- 2010 : Le temps de la kermesse est terminé de Frédéric Chignac
- 2010 : Cavaliers seuls de Delphine Gleize et Jean Rochefort
- 2011 : La belle endormie de Catherine Breillat (TV)
- 2011 : Jorge Semprun de Franck Appréderis (documentaire)
- 2011 : Le Temps du silence de Franck Appréderis (TV)
- 2011 : Comme chez soi de Lorenzo Gabriele (TV)
- 2011 : Dans la tête d'Al Qaida de Paul Jenkins (documentaire)
- 2012 : Album(s) d'Auschwitz de Blanche Finger et William Karel (documentaire)
- 2012 : Le Petit Poucet de Marina De Van (TV)
- 2012 : Je retourne chez ma mère de Williams Crépin (TV)
- 2012 : L'Algérie à l'épreuve du pouvoir de Hervé Bourges réalisé par Jérôme Sesquin (documentaire)
- 2012 : Miroir mon amour de Siegrid Alnoy (TV)
- 2012 : Barack Obama au cœur de la Maison-Blanche de William Karel (documentaire)
- 2012 : Bernard Giraudeau le baroudeur romantique de Bertrand Tessier (documentaire)
- 2013 : Les artistes et le parti 1945-1968 de Yves Riou et Philippe Pouchain
- 2013 : Mourir pour la patrie de Jérôme Lambert et Philippe Picard (documentaire)
- 2013 : Un homme au pair de Laurent Dussaux (TV)
- 2014 : Abus de faiblesse de Catherine Breillat
- 2014 : Les Garçons de Rollin de Claude Ventura (documentaire)
- 2015 : Arletty, une passion coupable de Arnaud Sélignac (TV)
- 2015 : Des roses en hiver de Lorenzo Gabriele (TV)
- 2015 : Les artistes et la politique 1968-1981 de Yves Riou et Philippe Pouchain (documentaire)
- 2016 : Qui sème l'amour... de Lorenzo Gabriele (TV)
- 2016 : Fitzgerald/Hemingway, une question de taille de Claude Ventura (documentaire)
- 2016 : La Soif de vivre de Lorenzo Gabriele (TV)
- 2016 : Hillary Clinton, la femme à abattre de William Karel (documentaire)
- 2016 : Des artistes au pouvoir ? (1981-1998) de Yves Riou et Philippe Pouchain (documentaire)
- 2017 : 1956 : Naissance d'un nouveau monde de Vincent de Cointet (documentaire)
- 2017 : Les Mystères de l'île de François Guérin (TV)
- 2017 : Fortune et infortunes des Bettencourt de Gérard Miller (documentaire)
- 2017 : Les trois morts de Mussolini de Emmanuelle Nobécourt (documentaire)[12]
- 2018 : Les hommes de Billancourt de Caroline Pochon (documentaire)
- 2018 : Les mystères de la basilique de François Guérin (TV)
- 2018 : Les mystères du Bois-Galant de Lorenzo Gabriele (TV)
- 2019 : Salman Rushdie, la mort aux trousses de William Karel (documentaire)
- 2019 : La folie à l'abandon de Gérard Miller et Anaïs Feuillette (documentaire)
- 2019 : Qatar, guerre d'influence sur l'Islam d'Europe de Jérôme Sesquin (documentaire)
- 2019 : Les mystères des majorettes de Lorenzo Gabriele (TV)
- 2019 : Le procès Ceausescu, une révolution volée de Vincent de Cointet (documentaire)

### Années 2020
- 2020 : L'Europe et ses fantômes de Yvan Butel (documentaire)
- 2020 : La diaspora des cendres de William Karel (documentaire)
- 2020 : Les mystères de la chorale de Emmanuelle Dubergey (TV)
- 2020 :  On connaît la musique de Jean-Loïc Portron (série documentaire)
- 2020 : Les raisins de la misère de OIivier Toscer et Ixchel Delaporte (documentaire)
- 2021 : Les mystères de l'École de Gendarmerie de Lorenzo Gabriele (TV)
- 2022 : Les mystères de la duchesse de Emmanuelle Dubergey (TV)
- 2022 :  Mange ta soupe de Jean-Loïc Portron (série documentaire)
- 2023 : Les mystères de la marée de Lorenzo Gabriele (TV)
- 2024 : Les mystères du Clos des Lilas de Lorenzo Gabriele (TV)
- 2025 : Les mystères des Grottes du Régulus de Lorie Pester (TV)